# Dominic West
Dominic Gerard Francis Eagleton West (Sheffield, 15 oktober 1969) is een Engelse acteur van Ierse afkomst. Hij won in 2012 een BAFTA Award voor zijn hoofdrol in de miniserie Appropriate Adult en werd datzelfde jaar genomineerd voor een Golden Globe voor zijn hoofdrol in de televisieserie The Hour. Daarnaast won hij onder meer een Screen Actors Guild Award samen met de gehele cast van de musicalfilm Chicago (2002). West maakte in 1995 zijn film- en acteerdebuut als de Earl van Richmond in de Shakespeare-verfilming Richard III. In 2021 werd bekend dat West in het nieuwe seizoen van The Crown de rol van prins Charles ging spelen.

## Filmografie
- Downton Abbey: A New Era (2022)
- Tombraider (2018)
- Colette (2018)
- Testament of Youth (2014)
- Pride (2014)
- Burton & Taylor (televisiefilm, 2013)
- John Carter (2012)
- Arthur Christmas (2011)
- The Awakening (2011)
- Johnny English Reborn (2011)
- Words of the Blitz (2010)
- Jackboots on Whitehall (2010)
- Centurion (2010)
- From Time to Time (2009)
- Breaking the Mould (televisiefilm, 2009)
- Punisher: War Zone (2008)
- Hannibal Rising (2007)
- 300 (2006)
- The Forgotten (2004)
- Mona Lisa Smile (2003)
- Chicago (2002)
- Ten Minutes Older (2002)
- Rock Star (2001)
- The Life and Adventures of Nicholas Nickleby (televisiefilm, 2001)
- 28 Days (2000)
- A Christmas Carol (televisiefilm, 1999)
- Star Wars: Episode I: The Phantom Menace (1999)
- A Midsummer Night's Dream (1999)
- Spice World (1997)
- Diana & Me (1997)
- The Gambler (1997)
- True Blue (1996)
- Surviving Picasso (1996)
- E=mc2 (1996)
- Richard III (1995)
- 3 Joes (kortfilm, 1991)

## Televisieseries
*Exclusief eenmalige gastrollen
- The Crown - Prince Charles (19 afleveringen, 2022-2023)
- Stateless - Gordon (6 afleveringen, 2020)
- Les Misérables - Jean Valjean (6 afleveringen, 2018-2019)
- The Affair – Noah Solloway (2014–heden)
- The Hour – Hector Madden (12 afleveringen, 2011–2012)
- Appropriate Adult – Fred West (2 afleveringen, 2011)
- The Devil's Whore (miniserie) – Oliver Cromwell (4 afleveringen, 2008)
- The Wire – Detective James 'Jimmy' McNulty (60 afleveringen, 2002–2008)
- SAS: Rogue Heroes - Lieutenant Colonel Wrangel Clarke (12 afleveringen, 2022-2025)